# Tödlicher Schlaf
Tödlicher Schlaf ist ein US-amerikanischer Kriminalfilm von Regisseur Penelope Buitenhuis aus dem Jahr 2007.

## Handlung
Cassie arbeitet in einem Labor für Schlafforschung. Sie ist die Assistentin von Dr. Einen. Als sie ihr neu entwickeltes Schlafkrankheitsmedikament präsentieren wollen, sterben die Probanden. Als dann auch noch die Versuchshunde sterben, glaubt Cassie an Sabotage. Sie muss fliehen, weil sie es mit korrupten Polizisten zu tun bekommt und nicht mehr weiß, wem sie vertrauen kann.

## Kritik
Das Lexikon des internationalen Films schrieb, der Film sei eine „konventionelle Mischung aus Wissenschaftsthriller und Verschwörungsgeschichte in einer arg mysteriös aufgebauschten Geschichte“.